# Pestalotia juniperi
Pestalotia juniperi är en svampart som beskrevs av Allesch. 1892. Pestalotia juniperi ingår i släktet Pestalotia och familjen Amphisphaeriaceae.   Inga underarter finns listade i Catalogue of Life.